# Théodore de Banville
Théodore de Banville (Moulins-sur-Allier, 14 de març de 1823 — París, 13 de març de 1891) va ser un poeta francès famós per les Odes funambulesques i Les Exilés, és sobrenomenat "el poeta de la felicitat". Amic de Victor Hugo, de Charles Baudelaire i de Théophile Gautier, va ser considerat durant la seva vida com un dels poetes més eminents del seu temps.
Era fill del lloctinent de vaixell Claude Théodore Faullain de Banville (1785-1846) i de Zélie Huet (1799-1876). Va ser un dels més destacats representants del moviment poètic parnassianista. Professava un amor exclusiu per la bellesa i alhora s'oposava a la poesia realista i a les efusions romàntiques, front a les quals afirmava la seua fe en la puresa formal de l'acte poètic.

## Biografia
Va estudiar al lycée Condorcet. Encoratjat per Victor Hugo i per Théophile Gautier es va consagrar a la poesia i va freqüentar els medis literaris més inconformistes. Menyspreava la poesia oficial i comercial: va ser adversari decidit de la nova poesia realista i enemic de la deriva lacrimògena del romanticisme.
També va col·laborar com a crític dramàtic i cronista literari al diari Le Pouvoir (1850) i després a Le National (1869) i esdevingué una figura molt important del món literari. Va ser membre de la Revue fantaisiste (1861), on s'agrupaven els poetes que van originar el parnassianisme i tots els altres moviments del segle.
L'any 1866 va casar-se amb Marie-Élisabeth Rochegrosse i va estrenar l'obra de teatre Gringoire. L'any 1867 va publicar Les Exilés, recull dedicat a la seua muller i que ell considerava el millor de la seua producció.
Va ser un dels autors més influents del món de les lletres, autor teatral, poeta de la segona generació romàntica i crític literari. Va ser admirat i sovint imitat per tota una generació de joves poetes de la segona meitat del segle xix.
La seua revista col·lectva, le Parnasse contemporain, va iniciar Arthur Rimbaud a la poesia del seu temps. El 24 de maig de 1870, Rimbaud, amb només 16 anys, va trametre a Théodore de Banville una carta que incloïa diversos poemes (Ophélie, Sensation, Soleil et chair), amb l'objectiu de recaptar el seu suport davant de l'editor Alphonse Lemerre.
El novembre de 1871, Théodore de Banville va allotjar a sa casa Arthur Rimbaud, però a partir del mes de maig, Rimbaud expressa llurs diferències a les seues cartes dites « du voyant » i, a l'agost de 1871, al seu poema paròdic Ce qu’on dit au poète à propos de fleurs, manifesta una crítica oberta de la poètica de Banville.
L'any 1872, amb el seu Petit Traité de poésie française, Banville va rompre amb el corrent simbolista. Va publicar gairebé una obra per any durant tota la dècada del 1880. Va morir a París el 13 de març de 1891, poc després de la publicació de la seua única novel·la, Marcelle Rabe.
Durant tota la seua carrera Banville va treballar a fons les qüestions relacionades amb la "forma" poètica. Se li ha reprotxat una manca de sensibilitat i d'imaginació, però la seua saludable influència va permetre que molts poetes de la seua generació es pogueren alliberar de la insulsa sensibleria que va sobreviure al vertader romanticisme.
Amb Asselineau es va ocupar de la tercera edició de Les flors del mal de Baudelaire.
Va ser enterrat al cementeri de Montparnasse.

## Obres
- 1842, Les Cariatides (recull de poesia), lloat per Charles Baudelaire.
- 1846, Les Stalactites (recull de poesia).
- 1856, Odelettes (recull de poesia)
- 1857, Odes funambulesques i Le Sang de la Coupe (reculls de poesia), li van suposar la consagració i van marcar una evolució vers una major naturalitat i encís.
- 1861 La Mer de Nice - Lettres à un ami.
- 1866, Gringoire (obra de teatre), comèdia històrica, dedicada a Victor Hugo, qui havia inclòs un personatge d'un jove poeta a Nostra Senyora de París.
- 1866, 1871, 1876, participacions a Le Parnasse contemporain.
- 1867, Les Exilés.
- 1870-1871, Idylles prussiennes.
- 1872, Petit Traité de poésie française, a partir del qual es va anar deslligant a poc a poc de la poesia contemporània arran d'un violent desacord amb el simbolisme.
- 1873, Trente-six Ballades joyeuses.
- 1874, Rondels compongués à la manière de Charles d'Orléans i Les Princesses (sonets).
- 1875, Les Occidentales i Rimes dorées.
- 1878, Roses de Noël.
- 1881, Contes pour les Femmes.
- 1882, Mes souvenirs.
- 1883, Nous tous.
- 1884, Contes héroïques.
- 1885, Lettres chimériques i Socrate et sa femme.
- 1887, Madame Robert, contes.
- 1888, Le Baiser i Sonnailles et clochettes.
- 1891, Marcelle Rabe, novel·la.

Obres pòstumes :
- 1892 Dans la fournaise (recull de poesia).
- 1917 Critiques.

## Distincions
- Moulins-sur-Allier, la seua ciutat natal, li va dedicar una avinguda i un Institut d'educació secundària, i també un parc on hi ha una escultura de bronze del poeta.
- Lal barri del port de Niça hi ha una glorieta dedicada a Théodore de Banville, al terra de la glorieta hi ha aquesta inscripció:

| « | Les ciutats tenen el seu destí escrit i la sort de Niça és regnar plenament entre les filles de la Mediterrània que es vesteixen d'aigües transparents i de rosers florits | » |